# نهر الغراف

نهر الغراف هو أحد فروع نهر دجلة ويتفرع من نهر دجلة عند سدة مدينة الكوت في مدينة الكوت في محافظة واسط ويمر بمدن الموفقية و قضاء الحي ثم يدخل أراضي محافظة ذي قار ويمر على المدن ناحية الفجر ومدينة قلعة سكر والرفاعي وناحية النصر و الشطرة وناحية الغراف. وكان يسمى شط الحي، قال محمود فهمي درويش في كتابه (دليل المملكة العراقية) "ليس الغراف رافداً من روافد الفرات، إنما هو مجرى دجلة القديم".